# Certhia familiaris
Certhia familiaris là một loài chim trong họ Certhiidae.

## Hình ảnh

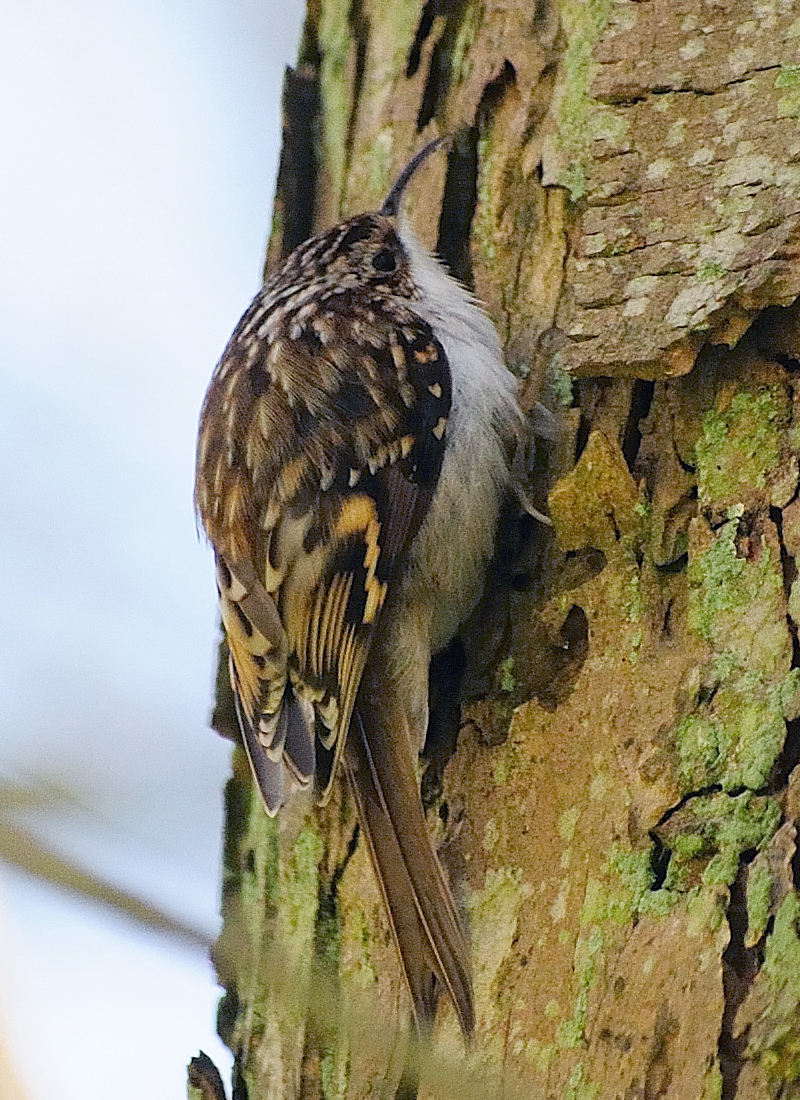
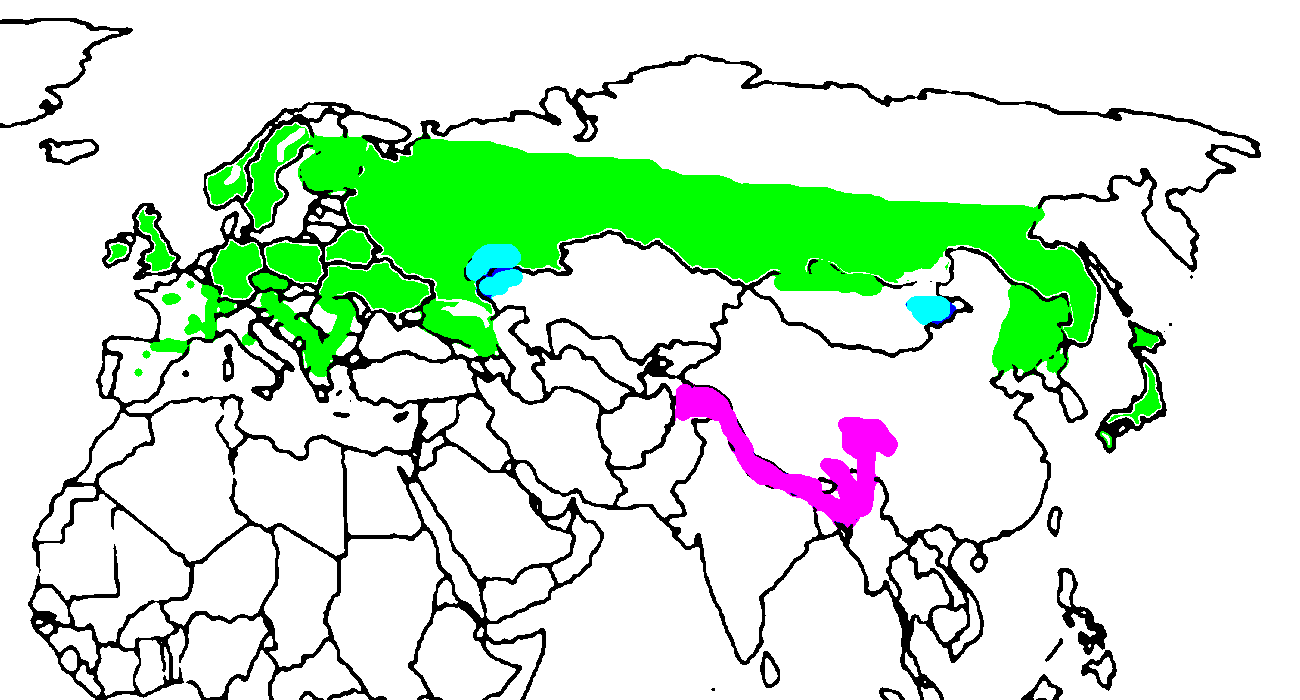
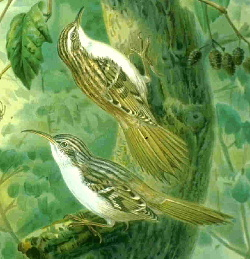
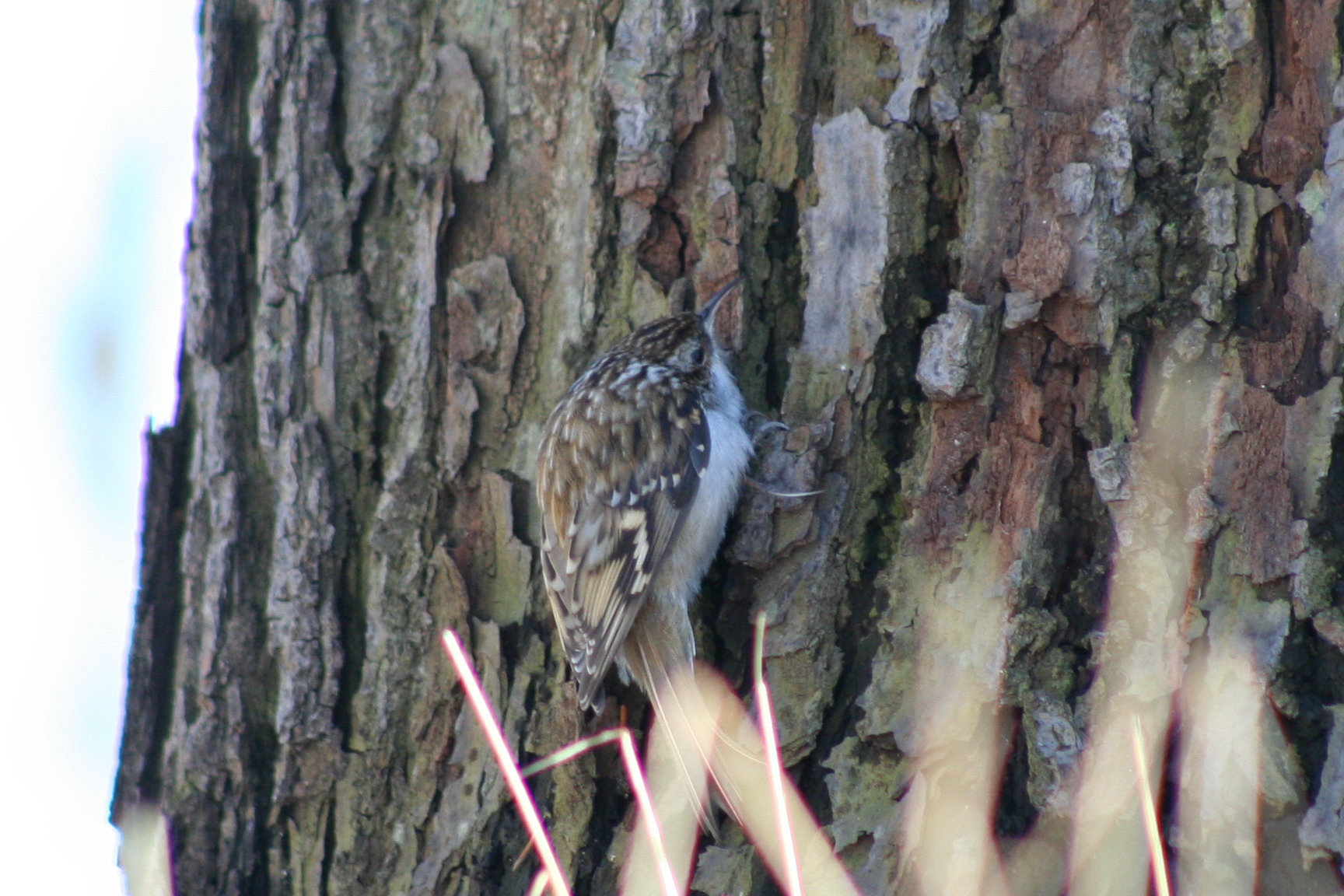
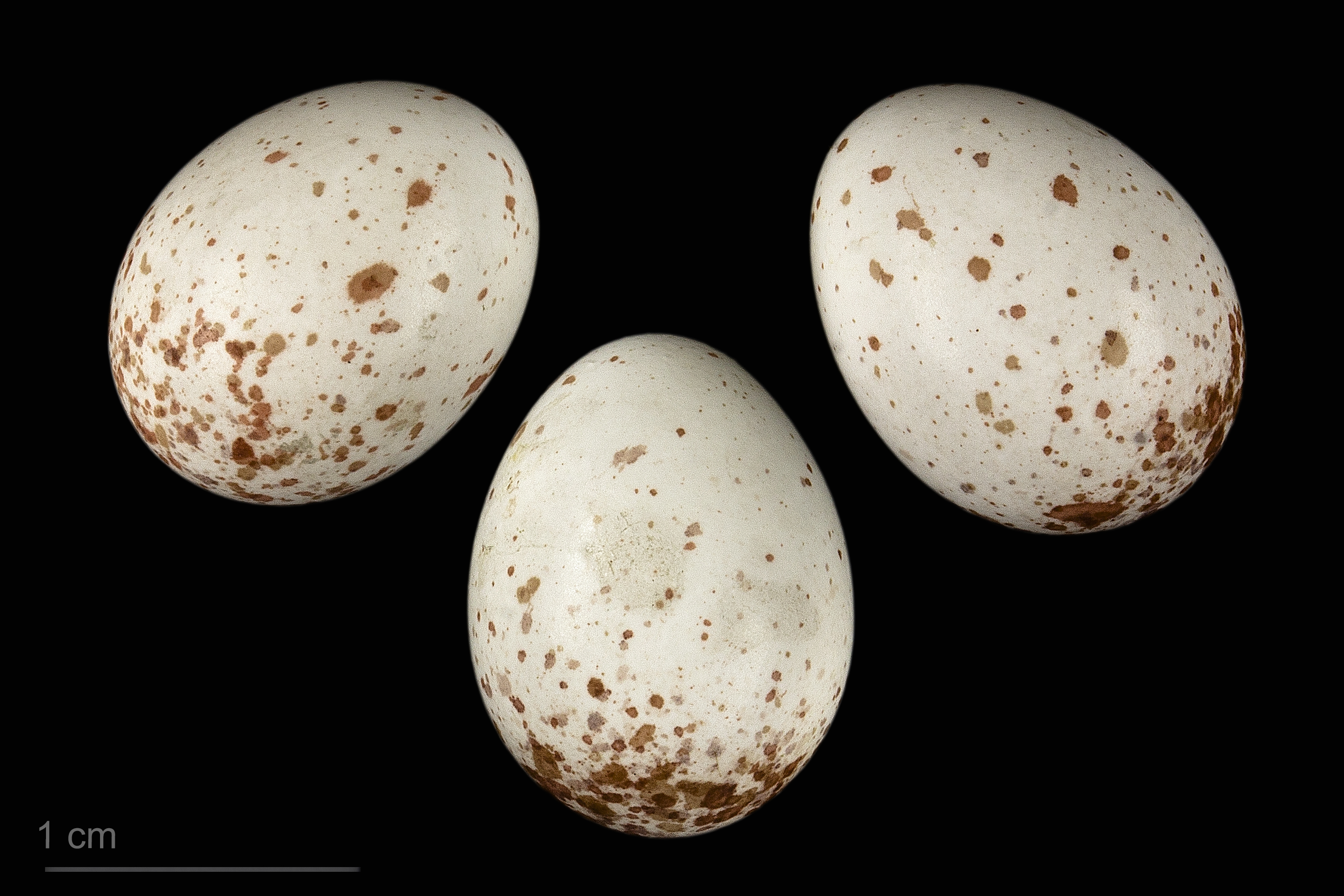
Certhia familiaris macrodactyla